# 위은총
위은총(1990년 ~ )은 대한민국의 가수다. 2018년 싱글 앨범 [얼레리 꼴레리]로 데뷔했다.

## 방송
- 시민영상 특이점 (2021)

## 공연
- 라디오채널 : 너와 나의 여름나기 (2020)

## 수상
- 김광석 노래 부르기 우쿨렐레상 (2021)